# Ligament inguinal
Le ligament inguinal (ou arc inguinal ou arcade inguinale ou arcade crurale ou arcade fémorale ou ligament de Fallope ou ligament de Poupart ou ligament de Vésale) en anatomie humaine est un ligament du canal inguinal.

## Structure
Le ligament inguinal est formé par la partie inférieure de l'aponévrose du muscle oblique externe de l'abdomen.
Il relie l'épine iliaque antérieure et supérieure au tubercule pubien,.
Sur son tiers latéral, il donne insertion à des faisceaux des muscles transverse de l'abdomen et oblique interne de l'abdomen.
Il contribue à la formation du canal inguinal et du canal fémoral.
Dans la littérature, il peut être décrit comme constitué de fibres propres reliant les deux insertions constituant le ligament inguinal externe de Henlé autour duquel s'enroule la bandelette iléopubienne de Thompson issue de l'aponévrose du muscle oblique externe de l'abdomen.

## Galerie

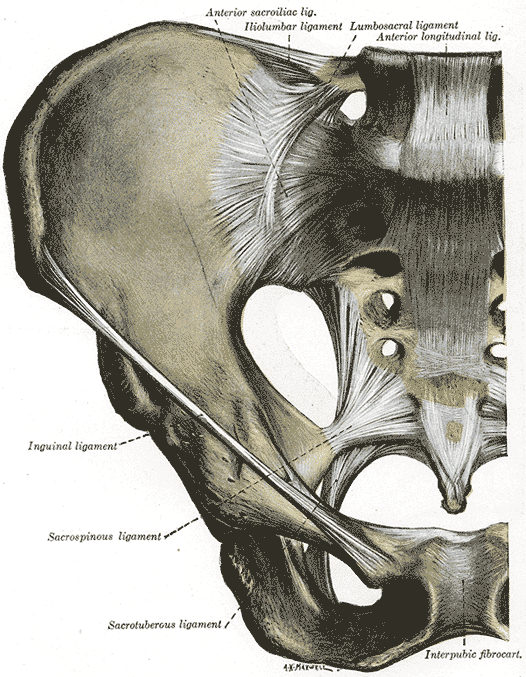
Vue antérieure de l'os coxal avec le ligament inguinal
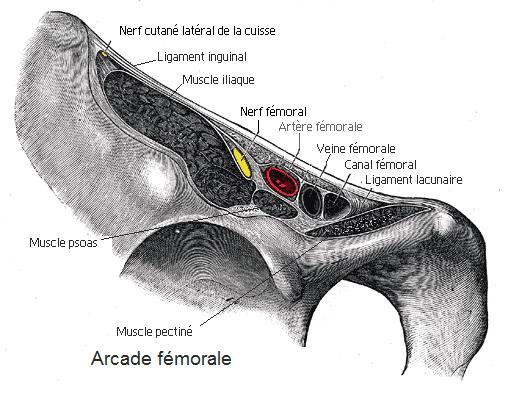
Le canal inguinal
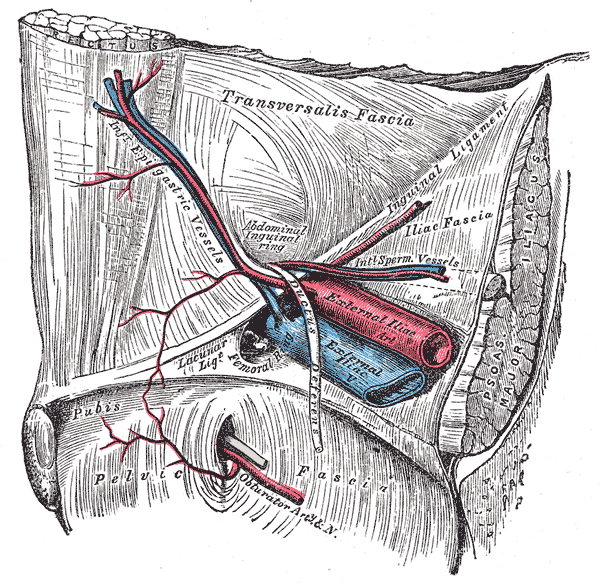
Ligament inguinal vu depuis la cavité abdominale.
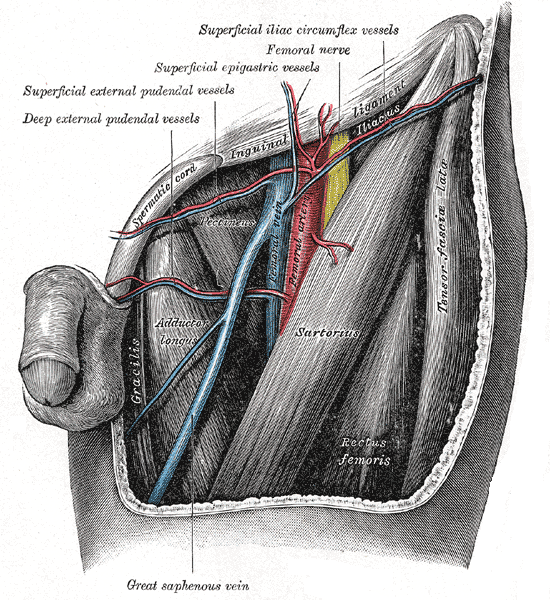
Triangle fémoral gauche.